# デッド オア アライブ エクストリーム2
『デッド オア アライブ エクストリーム2』（デッド オア アライブ エクストリームツー、DEAD OR ALIVE XTREME 2）は、2006年11月22日にテクモよりXbox 360で発売されたバカンスゲーム。略称は「DOAX2」。キャッチコピーは「世界でいちばんかわいい♥」。

## 概要
『デッド オア アライブ エクストリーム ビーチバレーボール』の好評を受けて製作された『デッド オア アライブ シリーズ』のバカンスゲーム第2弾。“DEAD OR ALIVE 10th ANNIVERSARY”記念作品の一つで、板垣伴信が手掛けた全DOAタイトル中の最後になった作品でもある。
アクティビティに水上オートバイレース、ビーチ・フラッグス、ウォータースライダー、どんけつゲーム、綱引きなどが追加されたり、なかよし度の高い状態でパートナーに水着をプレゼントした時（あるいはパートナーが着用しているのと同じ水着に着替えた時）にランダム確率で「魔女っ子システム」という着替えイベントが発生するようになり、各キャラクターごとの価値観に関係なくその水着を好んで着用してくれるようになった。
水着数は全308着に増え、前作で好評を博したヴィーナス系を含む過激なデザインの水着には、バリエーションの「フォーチュン」と「アルテミス」、貝殻ビキニ系の「ゴッドファーザー」、Gストリングで成っているワンピース系の「ダイアモンド」、もはや布地が申し訳程度にしか存在しないマイクロキニ系の「エレクトラ」といった新種が増えた。一方、「アンドロメダ」などの競泳水着系と、「エコー」などのスクール水着系が増額し100万ザック種に含まれるようになった。
さらに前作とは逆に『デッド オア アライブ アルティメット』や『DOA4』における格闘ゲーム側のものが移植され、かすみのセーラー服（2色）が「さくら（たんぽぽ）」、レイファンの旗袍が「オストリッチ/グリーブ/サンダーバード/スラッシュ/ターミガン」（赤/白/青/黒/金）、かすみ&あやねの体操着がこころの「ココナッツ」、ヒトミのテニスウェアと体操着が「クラックス（デルフィヌス）」とこころの「マスカット」、こころの私服が「シトロン（カシス）」などの名称で水着化されたりもした。
後年には、かすみの「ゼラニウム」、レイファンの「パートリッジ」「フィンチ」、あやねの「レプラコーン」「ニクシー」、エレナの「ロブ・ロイ」、クリスティの「ジャスパー」「フローライト」、こころの「グアバ」などが『BJ』（太字で示した物）や『5シリーズ』に移植された。他の物は『デッド オア アライブ パラダイス』を参照のこと。
また、今作ではなかよし度を限界近くまで高めたり、複雑かつ特別な条件を満たすことで「ペアグラビア」「レアグラビア」「コテージグラビア」などのイベントが発生し、人物相関図で激しく嫌悪し合っている相手とのフィジカルインティマシーを見られるものもある。カジノにあるスロットのクリスティ台で条件を満たすと「ポールダンスグラビア」が開放される。
Xbox Liveのオンラインモードは『4』とほぼ同一の仕様で実装。また、発売後のアップデートにて「クリスタル・ブティック」と名付けられた現実の電子商店街への行き来が可能となり、電子マネーのマイクロソフトポイントを使っての有料DLCによる収集も出来るようになった（未開放アクティビティのチケット＝100MSP、35着前後の水着セット＝200または400MSP、アクセサリーの全種類セット＝400MSPなど）。
細かい点では、日焼け対策をせずに一定期間を過ごすと着用していた水着跡が素肌に残るようになった。また、宿泊場所をリゾートホテル仕様の「ジェムストーン・スイート」、高級水上コテージ仕様の「シーブリーズ・コテージ」、オーシャンビュー仕様の「ムーンライト・リーフ」から選べるようになったと同時にキャラクターごとの好みが設定され、違うホテルを選ぶと僅かながらプレゼント率やなかよし度が下がっていくようになった。
アイテム使用後のコメントには裏設定を明かしている物が多く、プロフィールにも記されていない未公開情報を知ることができる（パソコンという物を知らなかったかすみ、ティナの電子レンジ音痴っぷり、ラジコン飛行機でインメルマンターンを決められるあやね、実は絵が下手だったエレナ、『4』でのデモつながりかキャベツで同種の反応に至るレイファンとヒトミ、昔は画家になりたかったクリスティ、ソフトクリームを食べると歯科に行かなきゃとあせるリサ、オンラインゲームで世界中に友達をつくったこころ、他多数）。

## ストーリー
結局、火山の噴火で沈んでしまったザック島であったが、ピラミッドで財宝を発見したザックは再び億万長者となり、正体不明の「偉大なる者」と契約を結んでザック島改め「ニューザック島」として復活させる。そして今度は、自らが宇宙平和のためにDOATECを再興すると宣言し、さらに第5回DOA大会の招待状を送り付ける。それは第4回大会出場者の、やっぱり女性だけだった。

## キャラクター
『デッド オア アライブ4』からこころが新たに招待された。

## 廉価版
DEAD OR ALIVE XTREME 2 PLATINUM COLLECTION
日本の廉価版。

## グッズ
SATOMI'（後のSATOMi）「Orange canvas 〜秋の空のしたで〜」 青空レコード
コマーシャルメッセージのタイアップ曲。
DEAD OR ALIVE XTREME 2 BEST SHOT
ソフトバンククリエイティブ、2007年1月31日発売、ISBN 978-4-7973-3941-3
デッド オア アライブ エクストリーム 2 オフィシャルガイド -MASTER FILE-
エンターブレイン、2007年2月16日発売、ISBN 978-4-7577-3400-5

## 企画
DOA 10th ANNIVERSARY CARD
かすみ・ヒトミ・あやねがデザインに採用されたオリエントコーポレーションとのタイアップ。